# 여기산
여기산(麗岐山)은 대한민국 경기도 수원시 권선구 서둔동 농촌 진흥청 구내에 위치하고 있는 해발 104.8m의 산이다.

## 전해오는 이야기
'화성성역의궤'에는 '여기산(如岐山)'으로 기록되어 있지만 산세가 크지 않고 산의 모습이 기생의 자태와 같이 아름다워서 '여기산(麗岐山)'으로 붙여지게 되었다는 이야기가 전한다. 산의 정상부에는 산성이 조성되어 있는데 해발 104.8m로부터 10여m 아래에 쌓여 있는 것이 특색이다. 전형적인 머리띠 모양의 테뫼식으로 성 길이는 약 453m이다.
또한 숭실대학교 박물관에서 1979~1984년까지 4차에 걸친 발굴 조사 결과, 청동기 시대 및 초기 철기 시대의 토기, 철촉, 방추차, 온돌 구조 및 집자리가 발견되어, 청동기 시대 중기부터 초기 철기 시대까지 중부 지방의 대표적인 생활 유적지로 확인되었다. 수원 팔경 중의 하나로 꼽히는 '서호낙조(西湖落照)'는 여기산과 서호에 비치는 저녁 노을의 아름다움을 말하는 것으로 알려져 있다.
국철인 화서역에서 구운동 방향에 있는 여기산 공원은 축구장, 게이트볼장, 익스트림 스포츠 연습장 등 체육시설과 산책로가 조성돼 있는데 경기도는 문화재위원회를 열고 수원시 팔달구 화서동 436 일대 서호저수지 33만2천997m2와 여기산 선사유적지 22만5천828m2를 경기도 기념물 제200호와 201호로 지정하였다.
여기산 서호방면에는 우장춘 박사의 묘와 그의 석상이 위치해 있다.

## 같이 보기
- 광교산